# Monument a Rafael Casanova
El Monument a Rafael Casanova és una escultura situada a l'encreuament de la Ronda de Sant Pere amb el carrer d'Alí Bei de Barcelona, catalogada com a bé cultural d'interès local. Obra de l'escultor Rossend Nobas (1888), és un homenatge a Rafael Casanova i Comes, últim conseller en cap de Barcelona.

## Descripció
Realitzada en bronze, representa al personatge guarnit amb gorgera i una túnica llarga fins als peus anomenada gramalla, vestimenta usada pels consellers de Barcelona. Subjecta el penó de Santa Eulàlia amb la mà esquerra i una espasa amb la mà dreta. El que més destaca, però, és la seva expressió facial, que traspua un patetisme que recorda als herois romàntics, segons Francesc Fontbona, que també la considera una estàtua excel·lent, encara que la resta de les produccions de Nobas seguien una línia més realista.
L'escultura descansa sobre un pedestal de pedra ideat per l'arquitecte Alexandre Soler i March. Josep Llimona és l'autor del relleu situat sobre el sòcol de la cara frontal. Representa dues figures femenines de perfil i amb el cabell recollit, una d'elles dempeus i vestida amb una túnica, que atansa la seva mà dreta al cap de l'altra dona, tocant-lo suaument. Aquesta està ajaguda i es col·loca la mà dreta al seu pit nu, tapant-lo parcialment; la roba que porta tan sols la cobreix de cintura en avall. La vora de la seva faldilla s'estén sobre el sòcol formant diversos plecs. A la banda posterior del relleu hi ha la següent inscripció: «aquí caigué ferit el conseller en cap en Rafel de Casanova defençant les llibertats de Catalunya, 11 de setembre 1714». Flanquejant-la, a la banda superior hi ha l'escut de Barcelona; a la banda inferior, la creu de Sant Jordi, l'escut de Santa Eulàlia i el de Catalunya.
El 1914, l'estàtua es va col·locar damunt d'un pedestal que contenia el relleu de Josep Llimona. La composició és de dues dones, una d'elles dreta i serena posa la mà damunt de l'altra, que s'està desvetllant. Els diaris de l'època van interpretar l'escena com «l'esperit català despertant el poble de Catalunya».

## Història

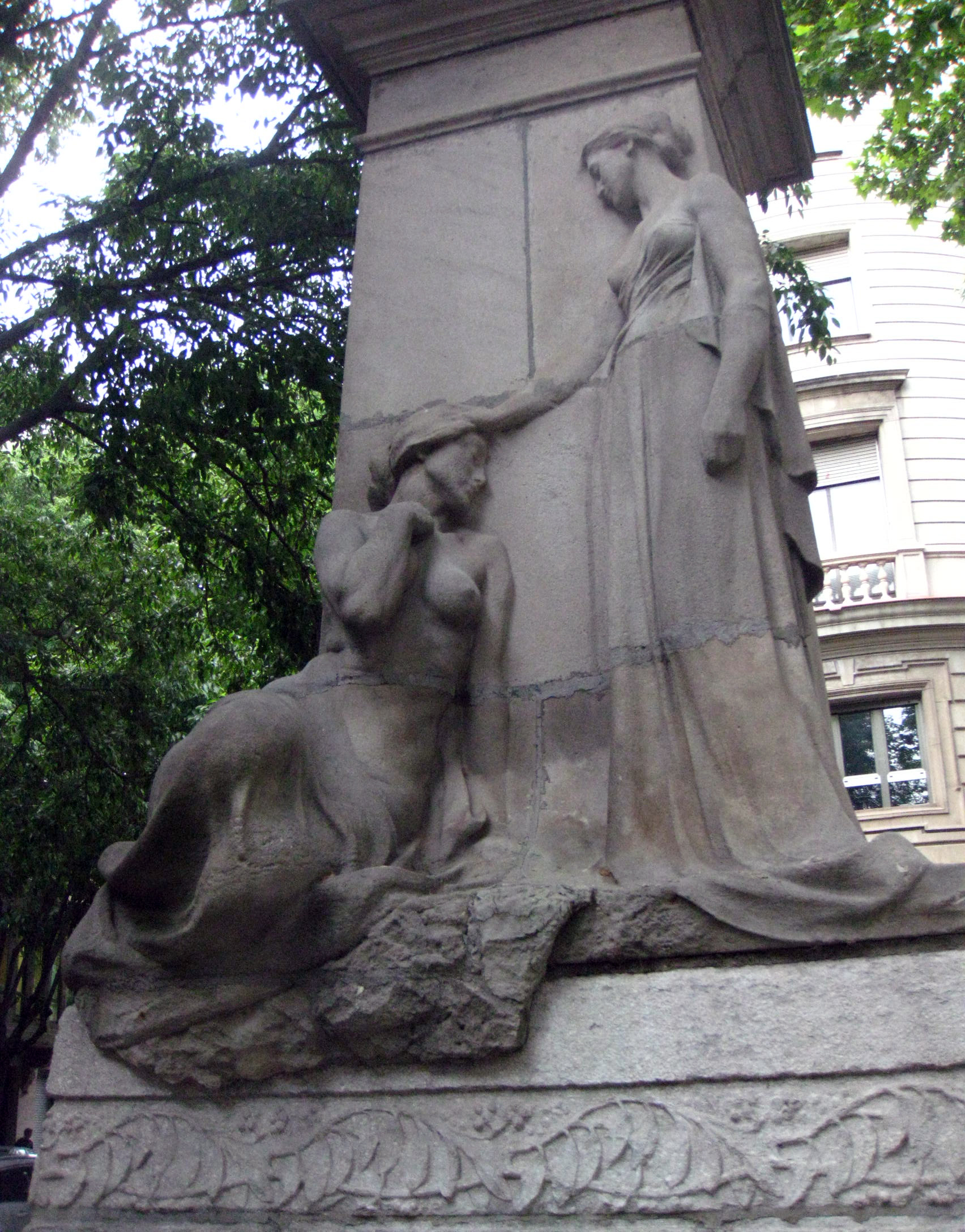
Relleu de Josep Llimona al pedestal.

El seu origen es remunta al 1883, quan l'Ajuntament de Barcelona va proposar d'emplaçar vuit estàtues de personatges il·lustres de la història de Catalunya al Saló de Sant Joan (actualment Passeig de Lluís Companys), que havia de ser el passeig d'entrada a l'Exposició Universal de 1888 des de l'Arc de Triomf. Les primeres dues estàtues aprovades el 1884 foren les de Guifré el Pelós i Roger de Llúria. El 1886 es va aprovar ja la de Rafael Casanova juntament amb la de Bernat Desclot. Després vindrien les de Ramon Berenguer I, Jaume Fabre, Pere Albert i Antoni Viladomat.
L'escultura de Casanova fou encarregada el 1886 a Rossend Nobas. Estèticament es diferenciava molt de les altres set perquè es va optar per un estil realista ensems que dramàtic, en canvi la resta mantenien postures hieràtiques i solemnes.
Aquest posat es percebia com un homenatge simbòlic als catalans morts durant el setge de Barcelona de 1714 i la Guerra de Successió. Per aquest motiu l'estàtua va ser objecte de l'estima popular: els articles de l'època descriuen com just després de la inauguració ja es va iniciar un cert culte cívic a Casanova amb accions com ara ofrenes florals a l'estàtua. Però a partir del 1897, aquests rituals s'establiren com una tradició anual: Durant aquell 11 de setembre a la seu de l'Associació Popular Catalanista s'hi van congregar diverses entitats per commemorar la data. Després de l'acte, els membres de la Joventut Excursionista els Muntanyencs van aplegar les diverses branques de llorer que havien guarnit la sala per a l'ocasió, en van fer una corona, i anaren a dipositar-la als peus de l'escultura de Rafael Casanova. Aquella acció no va tenir cap ressò especial, però va encetar una tradició que a partir de llavors el catalanisme progressista repetiria cada any. L'acte va convertir-se en una manifestació participada per tot el ventall social a partir dels fets del 1901, quan van ser detinguts diversos joves d'entitats adherides a la Unió Catalanista, amb la sola acusació d'haver dipositat les corones al peu del monument. La reacció de la Unió fou la de convocar una concentració davant de l'estàtua pocs dies després, la qual va tenir un gran èxit de convocatòria amb unes deu o quinze mil persones. Aquesta va ser la primera manifestació davant l'estàtua de Rafael Casanova relacionada amb la Diada, i va comportar l'inici del culte massiu i popular del personatge.
Més endavant, i enmig de l'eufòria per la creació de la Mancomunitat de Catalunya, l'any 1914 s'havia de commemorar el bicentenari de la derrota a la Guerra de Successió, i per tal de planificar un calendari d'actes es va constituir una comissió organitzadora composta per diverses organitzacions catalanistes. Aquesta comissió va aprovar de traslladar l'estàtua, per primera vegada, a l'actual emplaçament: la cruïlla entre la Ronda Sant Pere i el carrer d'Alí Bei (lloc aproximat on va caure ferit el conseller en cap). A més, va ser col·locada damunt d'un pedestal de l'arquitecte Alexandre Soler i March, que lluiria un relleu fet per Josep Llimona. El trasllat es va inaugurar durant la Diada d'aquell any, encara sense el relleu que es va col·locar després.
Durant la Diada del 1923 la repressió va tornar a ser molt dura, amb 24 detinguts i nombrosos ferits. Dos dies després, el capità general de Catalunya Miguel Primo de Rivera va fer el seu cop d'estat i va iniciar la primera dictadura espanyola amb el beneplàcit del rei Alfons XIII. Es va caracteritzar per un marcat anticatalanisme que va prohibir l'ús institucional de la llengua catalana així com l'exhibició de la bandera catalana i, per tant, prohibia qualsevol manifestació catalanista. Fins al 1930 no hi tornaria a haver cap manifestació, i ja durant la Generalitat republicana tornaren a tenir una gran concurrència i càrrega reivindicativa, de fet el president Macià va anar a la del 1931 per retre un homenatge a tots els defensors de les llibertats catalanes.
El 1938 fou l'últim any en què hi hagué manifestació, ja que les autoritats franquistes van iniciar la retirada sistemàtica de tots els monuments catalans i/o republicans. El 1939 van emportar-se l'estàtua i fins i tot van eliminar els jardinets que l'envoltaven, però a la primera nit, diversos barcelonins ompliren el lloc de flors i hom hi deixà una petita reproducció amb un cartell que deia «Ja creixeràs»; per aquest motiu la segona nit fou vigilada per policies. Hi ha qui apunta que alguns dels nous regidors van aconseguir apartar-les adduint que eren de propietat municipal, a diferència d'altres que eren de partits o sindicats. Els operaris municipals van emmagatzemar-les en un petit barracó del carrer de Wellington, però coneixedors de la càrrega simbòlica que tenia l'estàtua de Rafael Casanova aquesta la van amagar darrere d'un envà de totxanes. Per aquest motiu se'n va perdre el rastre fins acabada la dictadura.
L'any 1976, un comitè del Museu d'Art de Catalunya va anar al barracó i hi va trobar les estàtues del Doctor Robert, Francesc Layret, Pau Claris i l'al·legoria de la República de l'antic monument a Pi i Margall. Però aleshores es van adonar que l'espai interior no era coherent amb el volum exterior que feia el barracó, i així s'adonaren de l'existència de l'espai secret. L'estàtua de Rafael Casanova fou restablerta a la seva cruïlla a temps per testimoniar la gran manifestació de la Diada del 1977.

### Les miniatures
El 1901, la revista catalanista i modernista Joventut va fabricar unes miniatures de l'estàtua que feien 125 cm i que venien a 15 pessetes. Després en va fabricar una segona sèrie de només 60 cm que regalaven als nous subscriptors. Les miniatures es feren tan populars que proliferaren versions diverses, fins al punt que el 1914 la Casa Esteve i Cia que en tenia els drets de reproducció va publicar un anunci als diaris amenaçant els falsificadors amb denúncies i querelles criminals.
Es coneixen moltes versions de format menor d'aquesta escultura, fetes amb diversos materials: bronze, terracota, guix i cartó pedra. El Museu d'Història de Catalunya, la Casa Rafael Casanova de Moià, la Casa de la Ciutat de Barcelona, el Museu Frederic Marès i el Museu de Sant Boi de Llobregat conserven algunes d'aquestes versions, que demostren com el monument a Rafael Casanova, bon exponent de l'escultura commemorativa vuitcentista, gaudí d'una popularitat extraordinària.